# Gosaukammbahn
| Gosaukammbahn                 | Gosaukammbahn                    |
| ----------------------------- | -------------------------------- |
| Bergstation der Gosaukammbahn |                                  |
| Standort:                     | Gosau, Österreich                |
| Bauart:                       | Pendelbahn                       |
| Baujahr:                      | 1968                             |
| Berg:                         | Großer Donnerkogel               |
| Talstation:                   | 932 m , unweit Vorderer Gosausee |
| Höhendifferenz:               | 547 m                            |
| Bergstation:                  | 1479 m , unweit Gablonzer Hütte  |
| Streckenlänge:                | 1105 m                           |
| Fahrdauer:                    | 4 min                            |
| Fahrgeschwindigkeit:          | 7 m/s                            |
| Anzahl der Stützen:           | 1 Stk.                           |
| Kapazität:                    | 500 Pers./Stunde                 |
| Hersteller:                   | VOEST-Alpine                     |
| Betreiber:                    | Dachstein Tourismus AG           |
| Website:                      | www.dachstein.at                 |

Die Gosaukammbahn ist eine Luftseilbahn in Oberösterreich. Sie erschließt vom Vorderen Gosausee bei Gosau aus die Zwieselalm im Gosaukamm des Dachsteingebirges. Die Seilbahn wird von der Dachstein AG betrieben und befindet sich momentan nur im Sommerbetrieb. Die Bahn wurde 1968 errichtet. Sie überwindet auf einer Streckenlänge von 1.105 m einen Höhenunterschied von 547 m. Die Bergstation liegt auf 1479 m ü. A.. Sie ist vor allem Ausgangspunkt für Wander-, Klettersteig- und Kletterrouten auf den Großen Donnerkogel. Sie liegt in unmittelbarer Nähe zur Gablonzer Hütte.